# 브리스틀 해협

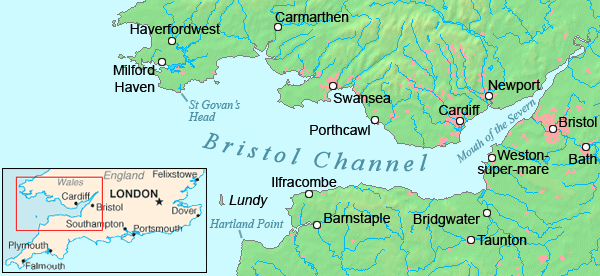
브리스틀 해협 지도

브리스틀 해협(Bristol Channel, 웨일스어: Môr Hafren)은 영국의 잉글랜드 남서부와 웨일스 사이의 대서양 만입부를 말한다. 세번강 하구에 위치한다.